# Коляда, Николай Терентьевич
Николай Терентьевич Коляда (род. 4 апреля 1907, с. Березовка, Прилукский уезд, Полтавская губерния, Российская империя — 30 июля 1935) — советский композитор, музыкально-общественный деятель.

## Биография
Детство прошло в Москве. Он брал уроки у А. Гольденвейзера. Юность прошла в с. Березовка, Полтавской области. Окончил Харьковский музыкально-драматический институт (1931, класс С. Богатырева). Во время учебы отличался своими способностями, природностью и оригинальностью композиционного мышления. В музыке объединились элементы фольклоризма и социалистического реализма. Основным источником музыкального языка Коляды стала украинская народная песенная стихия, большое количество его творчества составляют обработки народных песен. Позже увлёкся французским музыкальным импрессионизмом. 
Автор музыки к фильму «Большая игра» (1934, реж. Г. Тасин, Украинфильм). Вел активную общественную деятельность, был осведомлён о современных художественных тенденциях в других областях искусства. Участвовал в театральной жизни Харькова (1920-1930), сотрудничал с Театром рабочей молодежи, Лесем Курбасом. Один из основателей АПМУ, член оргбюро СУПРОМа, председатель его творческого отдела, член музыкальной секции Высшего реперткома НКО УССР. Увлекался альпинизмом, участвовал в многочисленных экспедициях, в том числе научных.
Погиб при восхождении горы Ушба (Кавказ).

## Сочинения

### Для хора и симфонического оркестра
Поэма "Штурм Тракторного" (1932);

### Для симфонического оркестра
Сюита на укр. нар. темы (1927); 

### Для фортепиано
квинтет; 

### Для скрипки и фортепиано
Соната, Вариации, пьесы; 

### Для двух фортепиано
Увертюра (1926); 

### Для фортепиано
Пьесы; 

### Для голоса и фортепиано
Романсы, детские пьесы
Обработки народных песен

## Память
- Именем Николая Коляды названа детская музыкальная школа № 13 в Харькове.
- Дом, где учился Н. Т. Коляда — памятник истории местного значения в Березовке. Сейчас здесь размещается дом культуры (улица Славы, дом № 6).